# Melvin Burgess
Melvin Burgees (Twickenham, 25 aprile 1954) è uno scrittore britannico di libri per ragazzi.

## Biografia
Nato a Twickenham, sobborgo di Londra, e cresciuto a Crawley, ha vissuto a Bristol e a Londra, ha studiato giornalismo e svolto svariati mestieri.
Ha esordito nella narrativa per ragazzi nel 1990 con il romanzo Il grido del lupo ottenendo una prima candidatura per la Carnegie Medal, premio ottenuto nel 1997 con il discusso Junk, uno dei primi libri indirizzati a teenagers con al centro il tema della droga.
Autore prolifico, le sue opere, adattate in due occasioni per la televisione, hanno al centro le problematiche dell'adolescenza affrontate con linguaggio diretto e spesso crudo.

## Opere (parziale)

### Romanzi
- Il grido del lupo (The Cry of the Wolf, 1990), Modena, Equilibri, 2017 traduzione di Angela Ragusa ISBN 9788890580857.
- Un angelo per May (An Angel for May, 1992), Milano, Mondadori, 1995 traduzione di Angela Ragusa ISBN 9788804462095.
- Il rogo (Burning Issy, 1992), Milano, Mondadori, 1993 traduzione di Ilva Tron ISBN 9788804463030.
- Dolcemosca e la bambina (The Baby and Fly Pie, 1993), Milano, Mondadori, 1996 traduzione di Angela Ragusa ISBN 9788804416401.
- Innamorarsi di April (Loving April, 1995), Milano, Mondadori, 1997 traduzione di Angela Ragusa ISBN 9788804431060.
- La gigantessa (The Earth Giant, 1995), Milano, Mondadori, 1998 traduzione di Marina Baruffaldi ISBN 9788804446194.
- Junk (1996), Milano, Mondadori, 1997 traduzione di Angela Ragusa ISBN 9788804435150.
- La tigre (Tiger, Tiger, 1996), Milano, Mondadori, 1998 traduzione di Angela Ragusa ISBN 9788804457107.
- Il nibbio (Kite, 1997), Milano, Mondadori, 2004 traduzione di Angela Ragusa ISBN 9788804533931.
- The Copper Treasure (1998)
- Bloodtide (1999)
- Old Bag (1999)
- Il pettirosso (The Birdman, 2000), Milano, Mondadori, 2005 traduzione di Alessandra Orcese ISBN 9788804545781.
- Il ragazzo fantasma (The Ghost Behind the Wall, 2000), Trieste, Bohem, 2011 traduzione di Chiara Gandolfi ISBN 9788895818399.
- Billy Elliot (2001), Milano, Fabbri, 2002 traduzione di Giuditta Capella ISBN 9788845128905.
- Lady (Lady: My Life as a Bitch, 2001), Milano, Mondadori, 2004 traduzione di Angela Ragusa ISBN 9788804530299.
- Il chiodo fisso (Doing It, 2003), Milano, Mondadori, 2005 traduzione di Maurizio Bartocci ISBN 88-04-54954-8.
- Robbers on the Road (2003)
- Sara's Face (2006)
- Bloodsong (2007)
- Nicholas Dane (2009)
- Kill All Enemies (2011), Milano, Mondadori, 2013 traduzione di Loredana Baldinucci ISBN 9788804627401.
- The Hit (2013)
- The lost witch: l'evocatrice di mondi (The Lost Witch, 2018), Modena, Equilibri, 2020 traduzione di  Aurelia Martelli ISBN 9788890580888.
- Loki (2022)

## Adattamenti televisivi
- Un angelo per May (An Angel for May) film televisivo regia di Harley Cokeliss (2002) dal romanzo omonimo
- Life as We Know It serie TV (2004-2005) dal romanzo Chiodo fisso

## Premi e riconoscimenti

### Vincitore
Carnegie Medal
- 1996 con Junk[6]